# Croix de cimetière de Saint-Thuriau en Plumergat
La croix de cimetière de Saint-Thuriau est érigée à côté de l'église Saint-Thuriau au bourg de Plumergat, dans le Morbihan .

## Historique
La croix de cimetière de Saint-Thuriau fait l’objet d’une inscription au titre des monuments historiques depuis le 21 octobre 1925.

## Bas_reliefs du socle
Le socle de la croix est orné de bas-reliefs représentant la passion du Christ

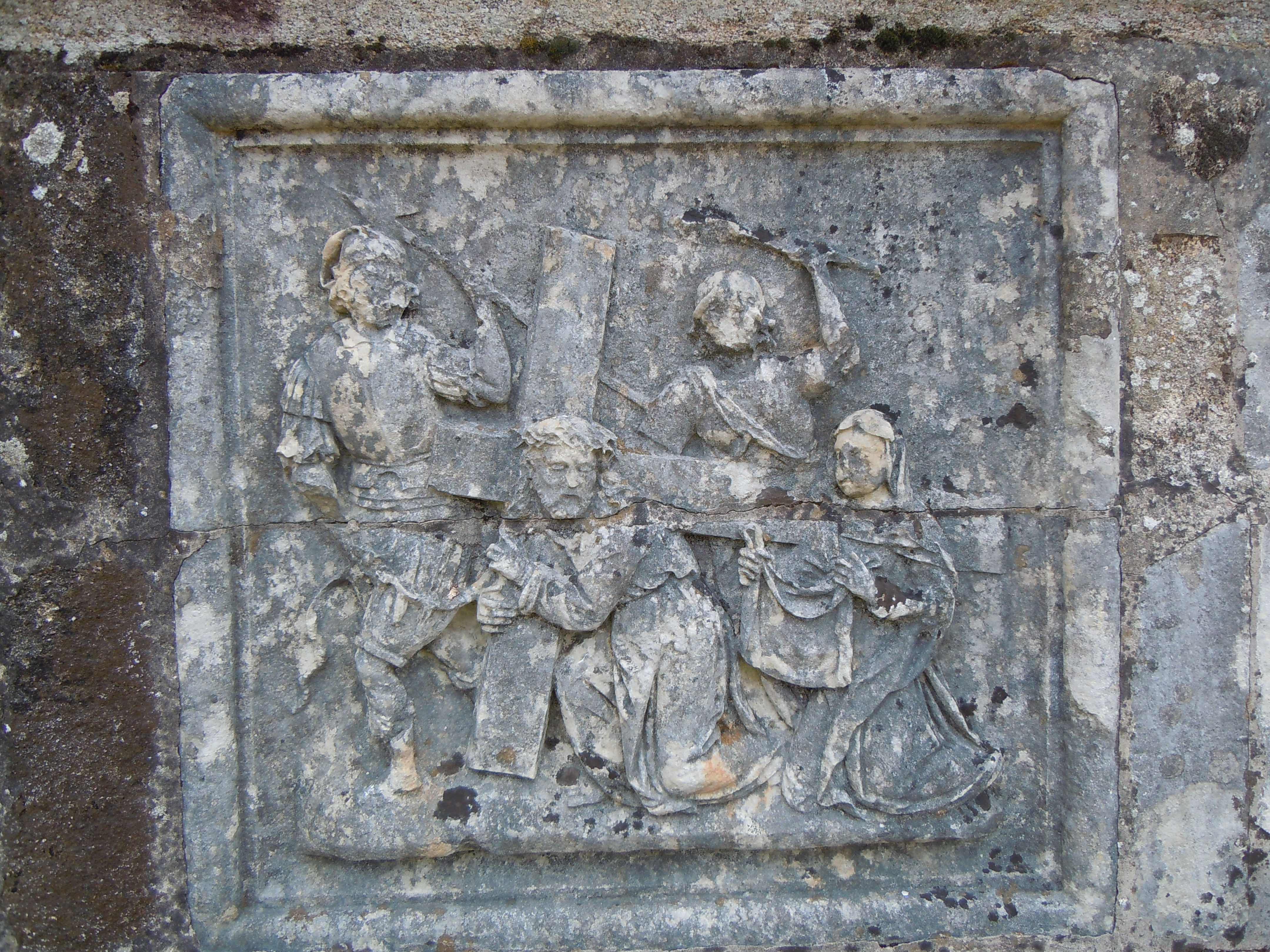
Bas relief représentant le portement de Croix
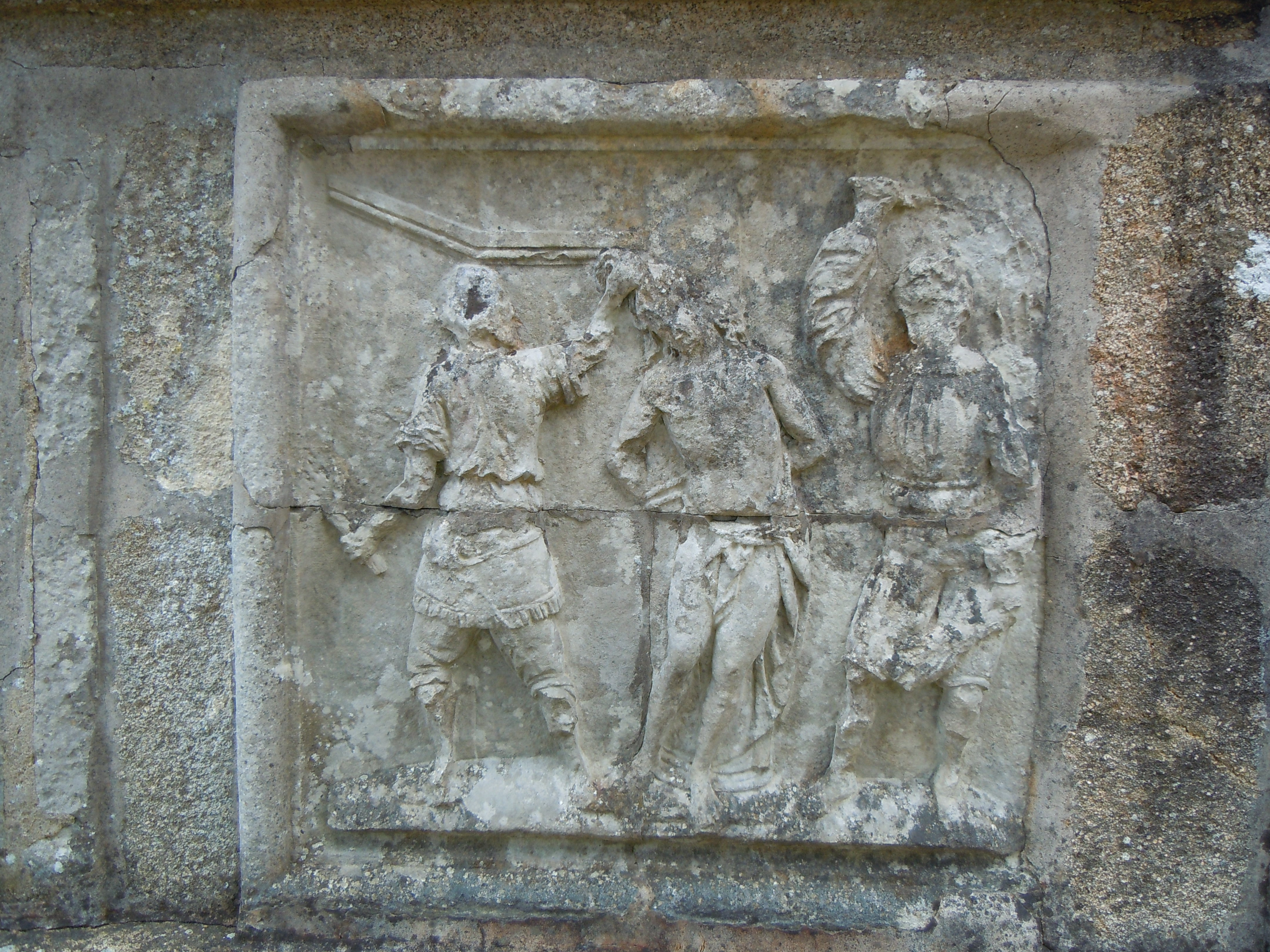
Bas relief représentant la flagellation du Christ
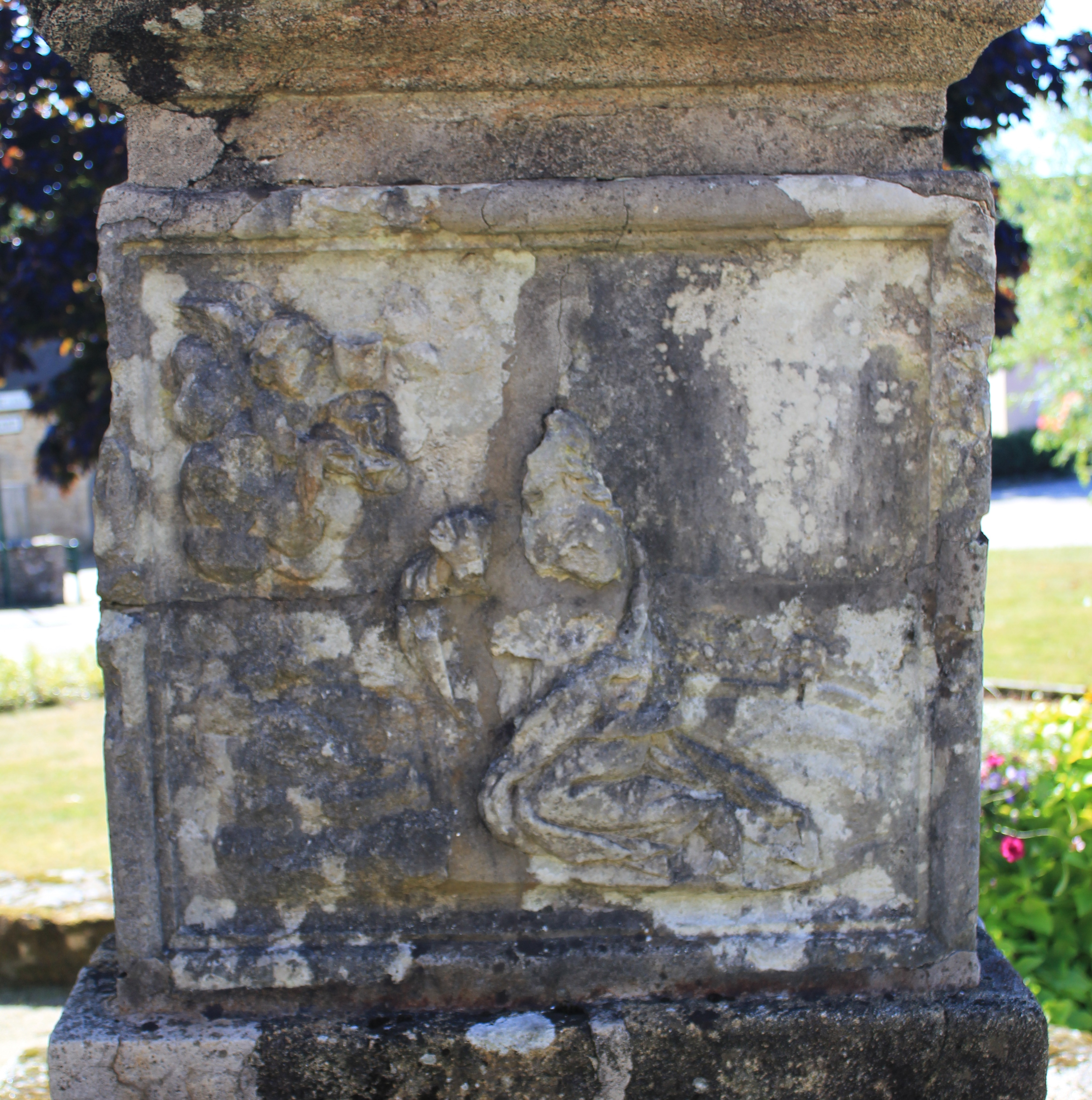
Bas relief dégradé.
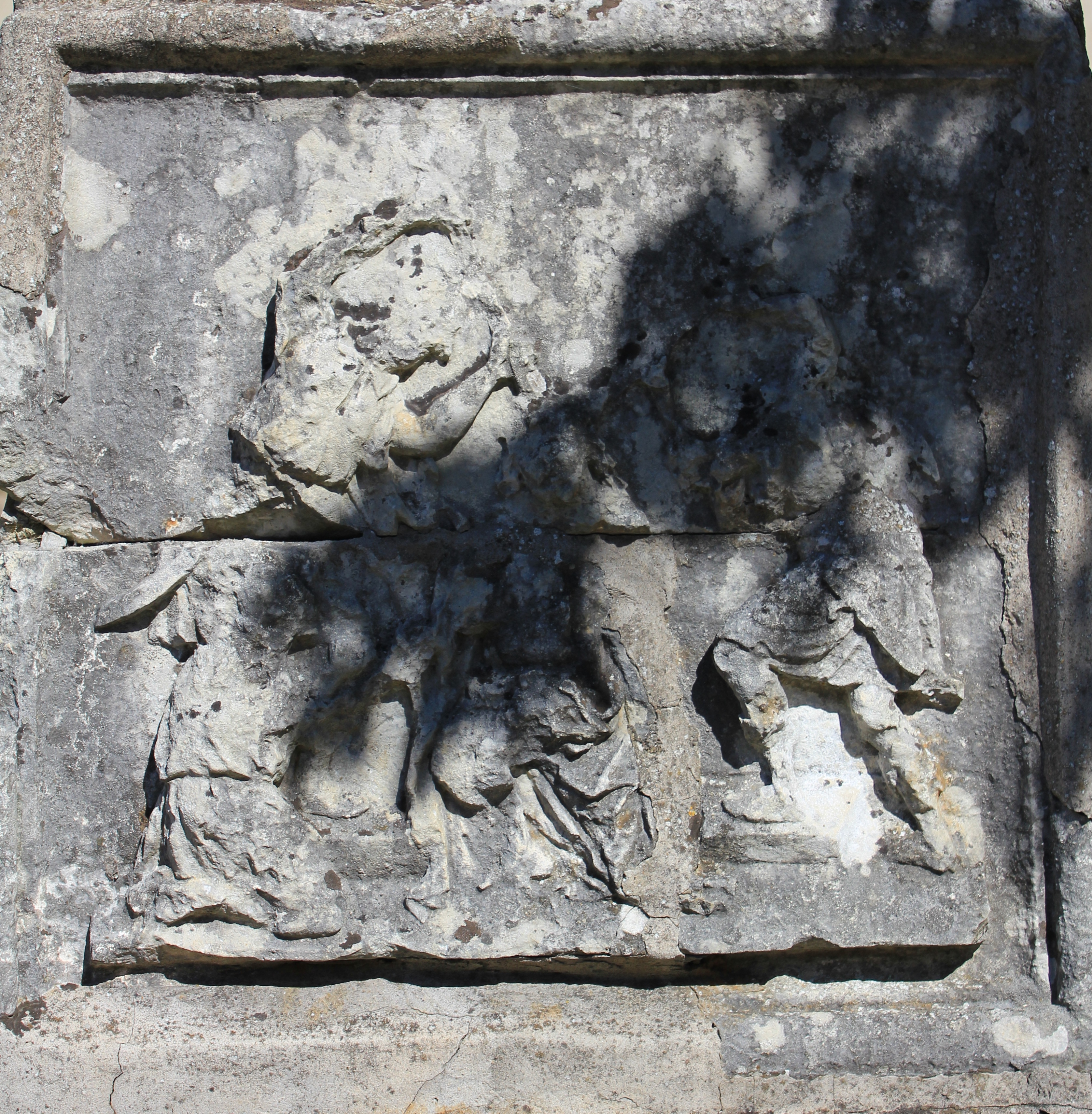
Autre bas relief dégradé